# Pontal (Rio de Janeiro)

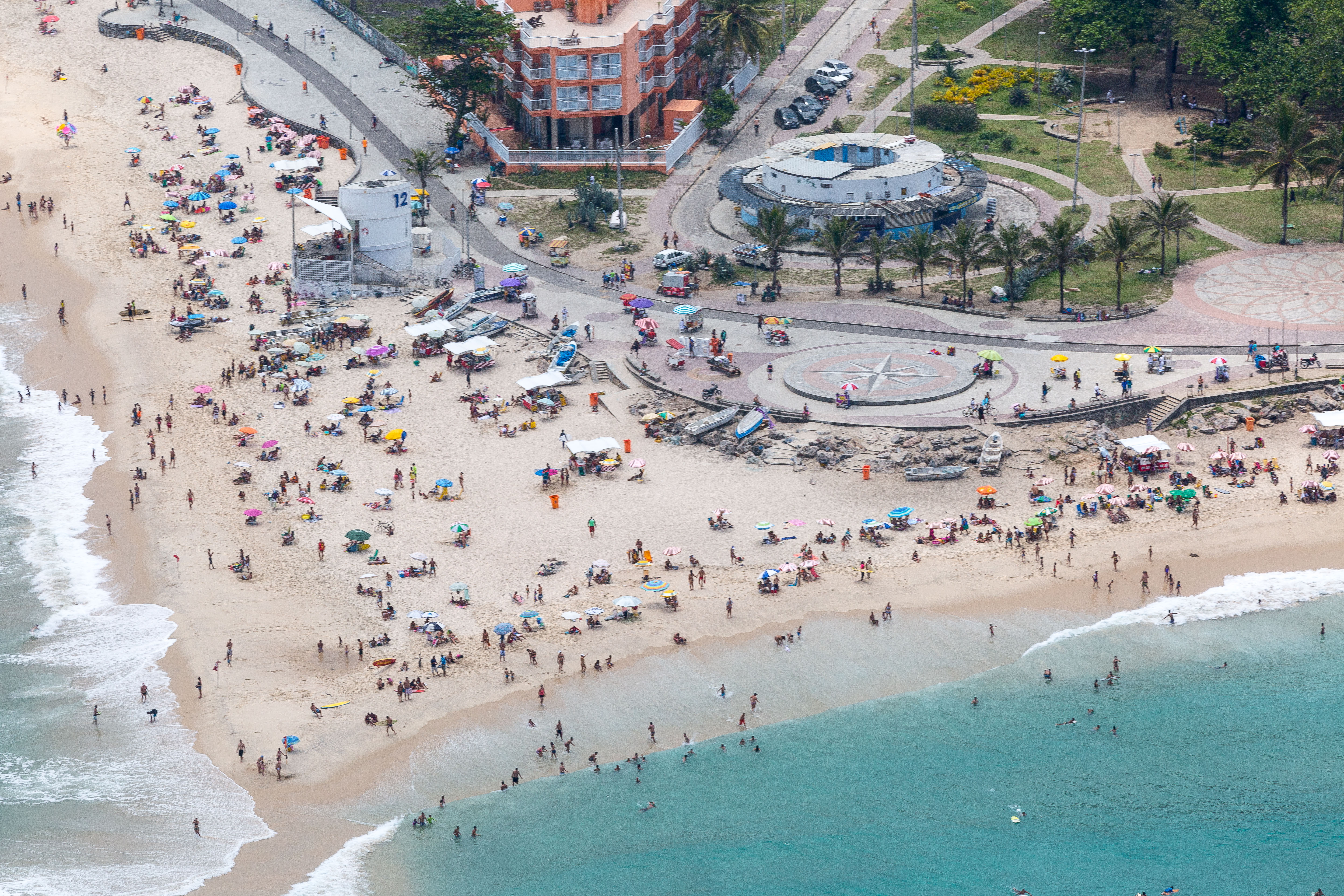
Luftaufnahme

Pontal ist eine Halbinsel und ein Strandabschnitt im Stadtteil Recreio dos Bandeirantes im Westen der brasilianischen Stadt Rio de Janeiro. Während den Olympischen Sommerspielen 2016 war Pontal Austragungsort der Gehwettbewerbe in der Leichtathletik und des Zeitfahrens im Radsport.

## Olympische Spiele 2016
Das Zeitfahren der Männer und Frauen wurden am 10. August 2016 auf der 29,8 km langen Strecke von Grumari ausgetragen. Der Rennstart der Strecke erfolgte auf der Estrada do Pontal. Der erste Anstieg (Grumari-Aufstieg) erfolgte nach 9,7 Kilometern und der zweite (Grota Funda-Aufstieg) nach 19,2 Kilometern, bevor die Fahrer über die Avenida Lúcio Costa zurück nach Pontal kamen. Die Männer mussten den Kurs zweimal durchfahren, die Frauen nur einmal. Auch bei den Straßenrennen war der Abschnitt Teil der Strecke.
Bei den Gehwettbewerben lagen der Start und das Ziel bei der Praça do Pontal auf der Avenida Lúcio Costa. Die Strecke führte zu Beginn in nordöstlicher Richtung bis zur Rua Eduardo Pederneiras und dann nach einer Wende zum Start/Ziel zurück. Weiter ging es bis zur Kreuzung Avenida Gilka Machado/Estrada do Pontal und wiederum zum Ausgangspunkt. Beim 50-km-Gehen der Männer ging es an dieser Kreuzung jedoch nicht zurück zum Start, sondern weiter auf der Estrada do Pontal. Auf Höhe der Rua Geraldo Irineo Joifily gab es einen Wendepunkt, von dem aus die Route wieder zurück Richtung Start/Ziel führte.

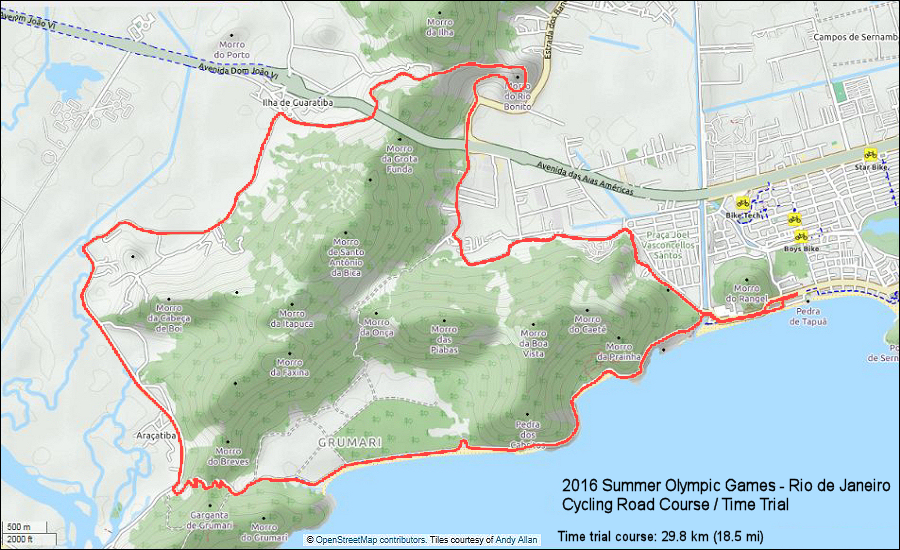
Rundkurs des Zeifahrens
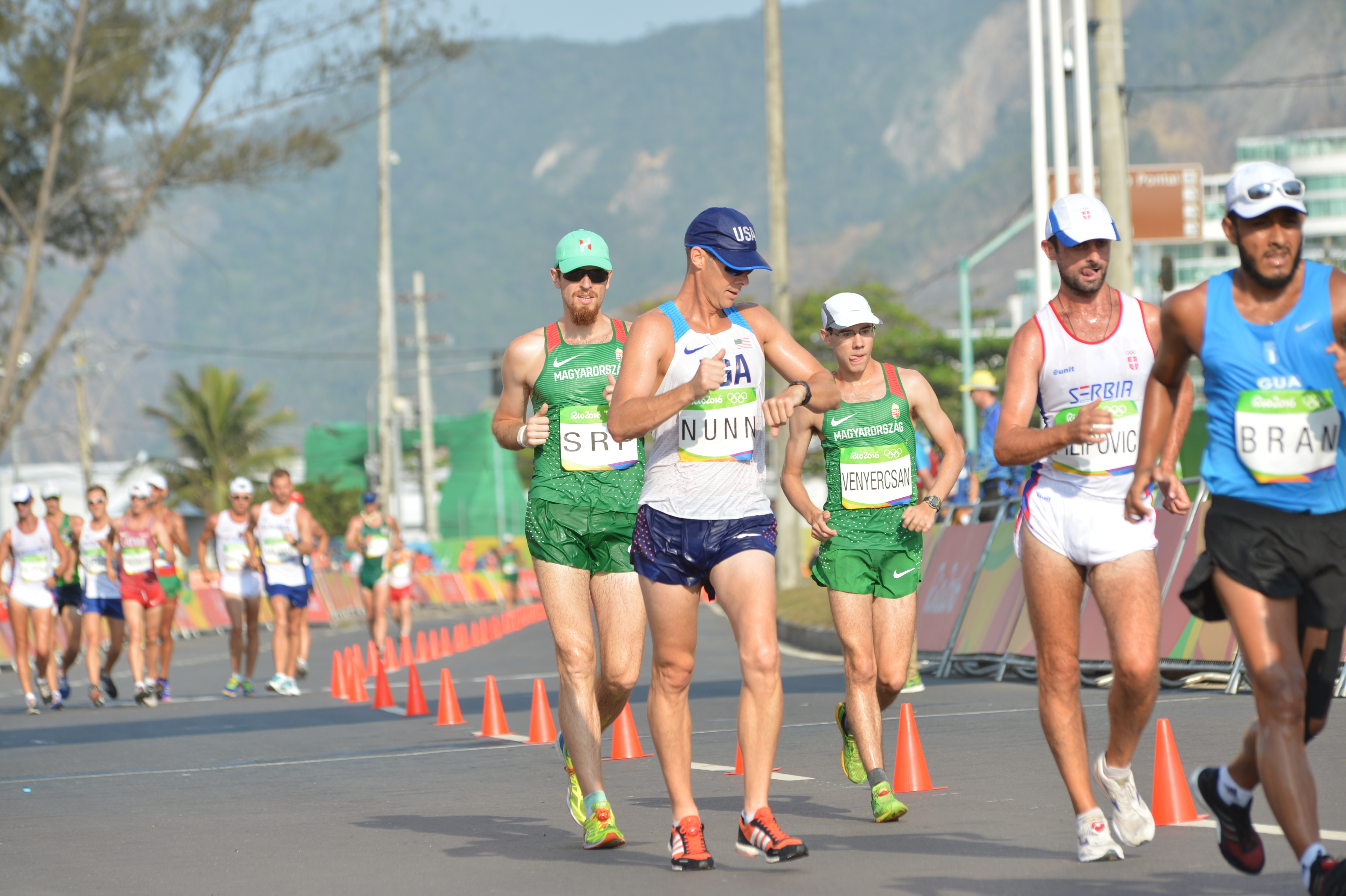
Szene aus dem 50-km-Gehen der Männer
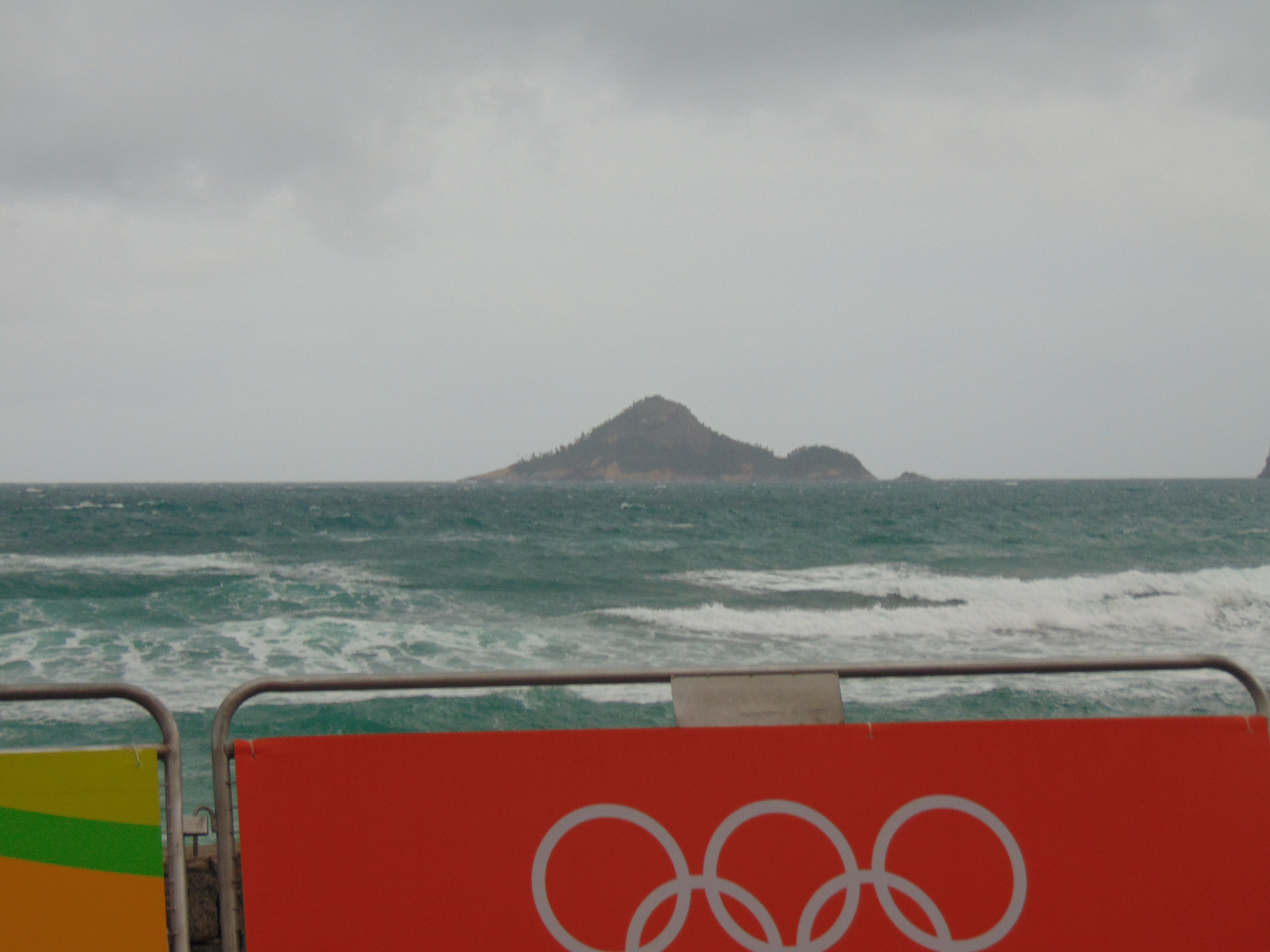
Blick auf den Atlantik am Tag des Zeitfahrens
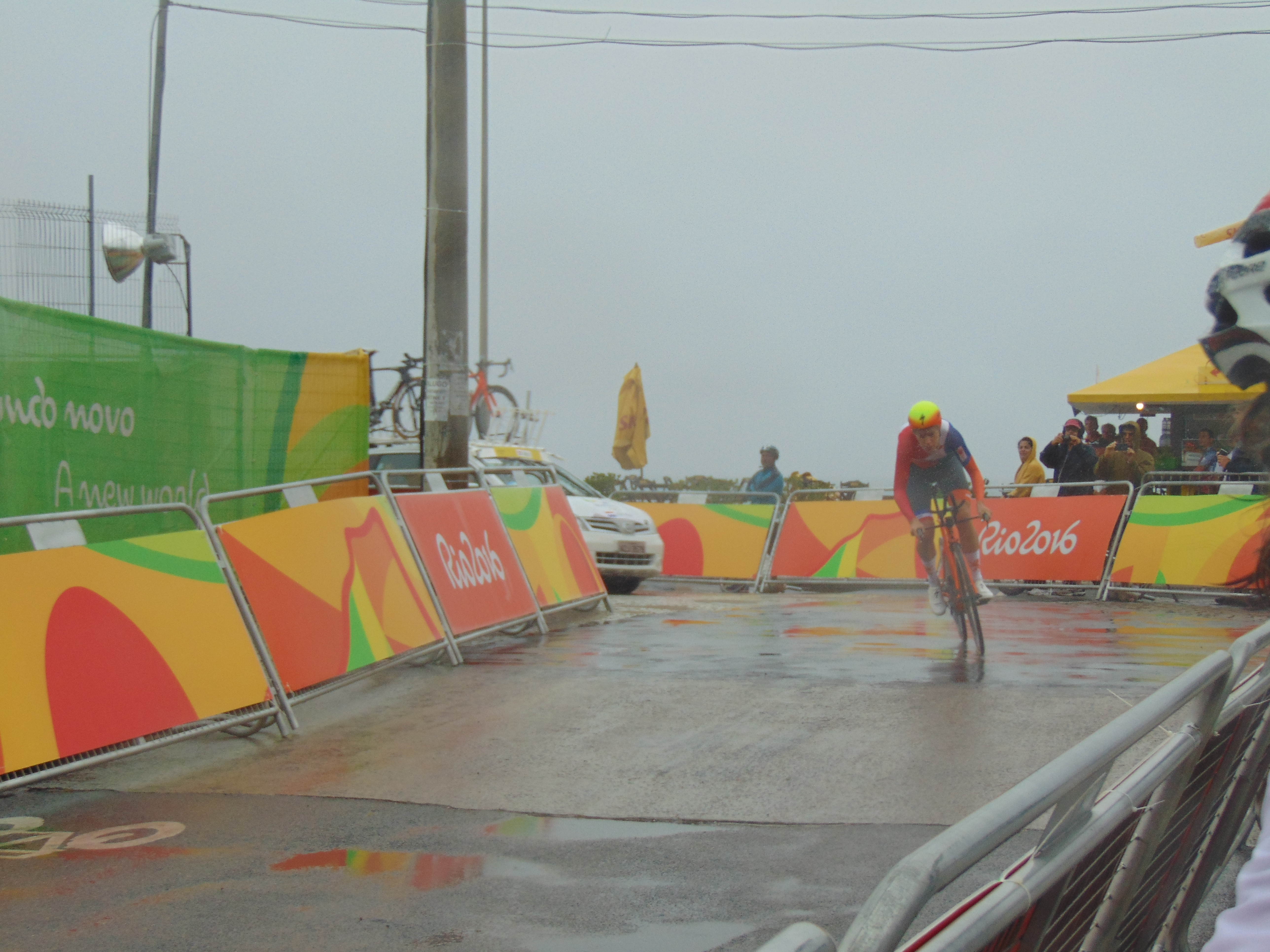
Szene aus dem Zeitfahren